# Cotulades squamosus
Cotulades squamosus es una especie de coleóptero de la familia Zopheridae.

## Distribución geográfica
Habita en Victoria (Australia).